# 圣奥拉杜德希鲁兹
圣奥拉杜德希鲁兹（法語：Saint-Oradoux-de-Chirouze，法語發音：[sɛ̃.t‿ɔʁadu də ʃiʁuz]）是法国克勒兹省的一个市镇，属于欧比松区。

## 地理
圣奥拉杜德希鲁兹（45°44'0"N, 2°19'59"E）面积28.58 平方千米，位于法国新阿基坦大区克勒兹省，该省份为法国中部省份，位于法國中央高原西北部，北起安德尔省和谢尔省，西接维埃纳省，南至科雷兹省，东临多姆山省，东北与阿列省接壤。
与圣奥拉杜德希鲁兹接壤的市镇（或旧市镇、城区）包括：埃居朗德、上拉马济耶尔、贝萨、拉库尔蒂讷、弗拉亚、马勒雷、旧圣马夏尔、圣梅尔拉布勒耶。

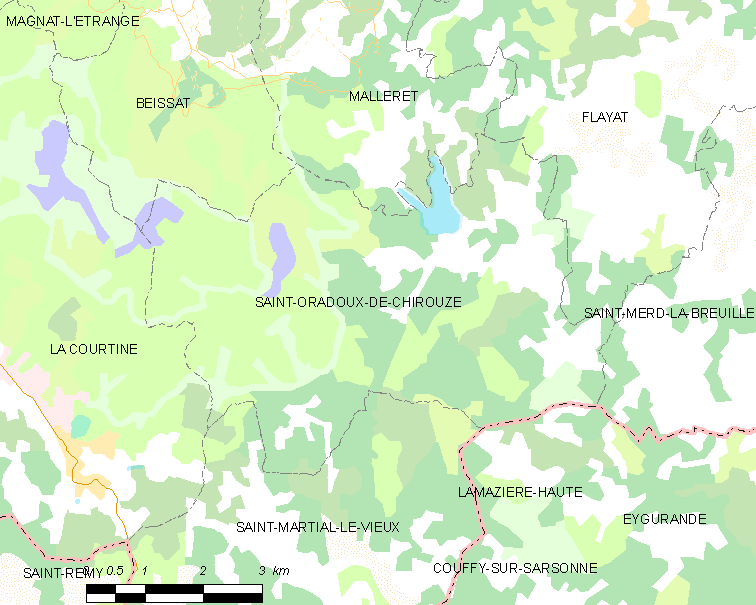
圣奥拉杜德希鲁兹的OSM定位图

圣奥拉杜德希鲁兹的时区为UTC+01:00、UTC+02:00（夏令时）。

## 行政
圣奥拉杜德希鲁兹的邮政编码为23100，INSEE市镇编码为23224。

## 政治
圣奥拉杜德希鲁兹所属的省级选区为欧藏斯县。

## 人口

1962-2008年间圣奥拉杜德希鲁兹人口变化图示

圣奥拉杜德希鲁兹于2022年1月1日时的人口数量为71人。